# 中國盛業集團（香港）
中國盛業集團（香港）有限公司，簡稱中國盛業集團（香港）（英語：CHINA PROSPERITY HOLDINGS (HONG KONG) LIMITED，港交所除牌時0979.HK），在1992年，由當時澳大利亞上市公司的，安利蕭氏亞洲控股有限公司（中國寬頻有限公司前身，已結業）分拆香港經營建築業務，當時在1997年6月26日於香港交易所主板上市，前身為「安利士集團有限公司」。曾過委任董事包括：蕭永豐（蕭漢森幼子）、寶詠琴（劉鑾雄前妻，已故）等。
由於過往業務投資失利，於是長期股價低迷，1999年易手，再在2000年，開始轉為經營資訊科技業務，6月5日，更名為盈盛數碼世紀有限公司，最後在2003年6月4日起，更名為中國南峰集團有限公司（綠色能源科技集團有限公司前身）。

## 連結
- GreenEnergy.hk（页面存档备份，存于）